# Börje Björklund
Börje Anders Björklund, född 27 mars 1927, död 16 mars 2019 i Järvsö, Hälsingland var en svensk präst, prost, hembygdshistoriker, författare, föreläsare och filosofie hedersdoktor.
Björklund flyttade på 1940-talet från Järvsö till Uppsala där han studerade teologi. Han prästvigdes 1955 och gjorde sitt missivår som pastorsadjunkt i Älvkarleby församling. Han återvände till Järvsö och var verksam som präst i Järvsö församling åren 1956 - 1992, samt kontraktsprost i Ljusnans kontrakt, Uppsala stift. Under en period var Björklund även verksam som kristendomslärare i Ljusdal. Björklunds stora intresse för hembygdens historia bar frukt i ett stort antal böcker och artiklar. Han skrev även dramatik samt artiklar och krönikor i dagspress och tidskrifter. Börje Björklund var också verksam som föredragshållare. Han blev 2007 filosofie hedersdoktor vid Historisk-filosofiska fakulteten vid Uppsala universitet och fick flera utmärkelser och medaljer.